# Fritz Bühler (Grafiker)
Fritz Bühler (* 24. Mai 1909 in Basel; † 12. April 1963 in Colmar) war ein Schweizer Grafiker und Gebrauchsgrafiker.

## Leben und Werk

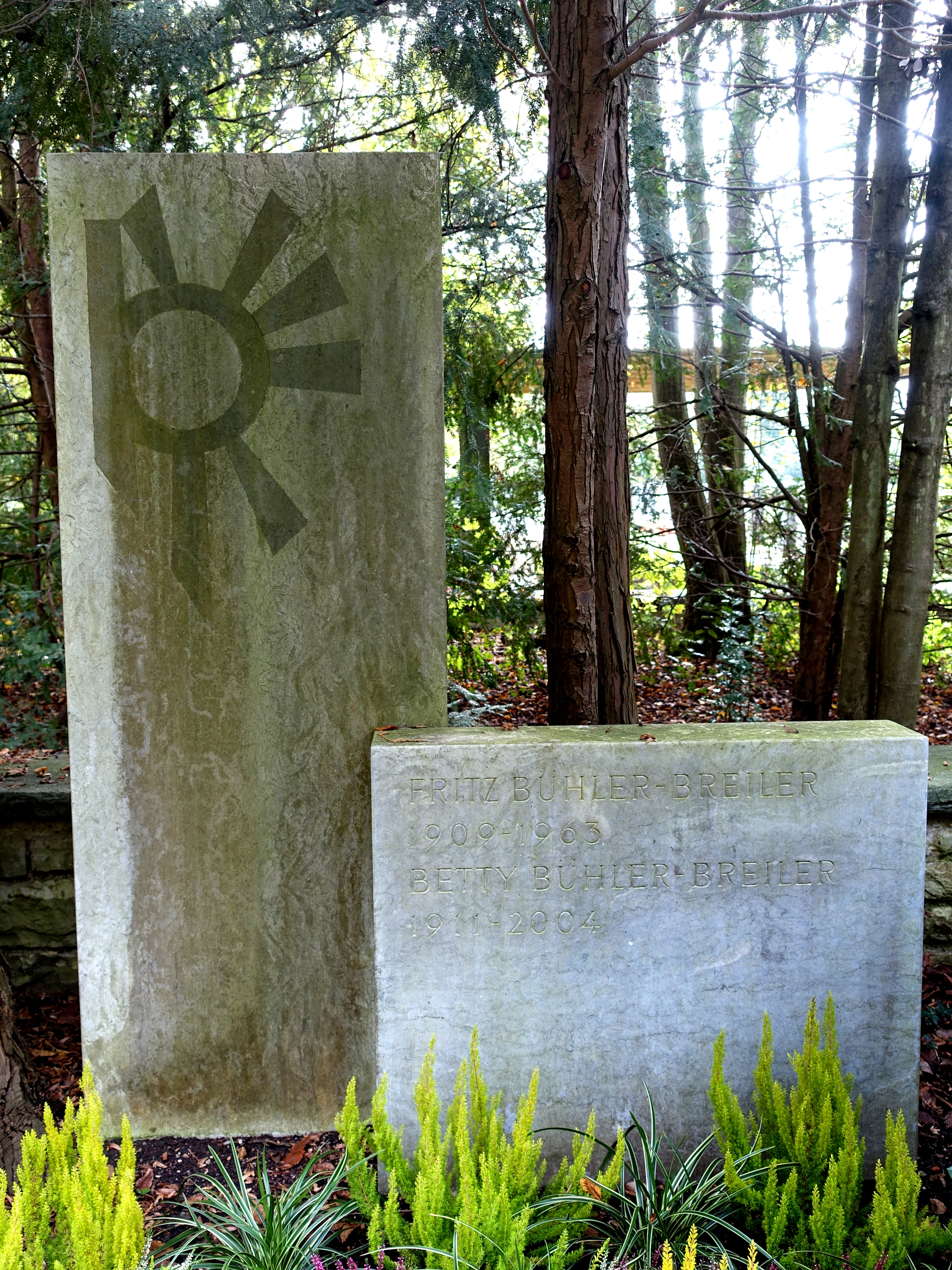
Grab auf dem Friedhof am Hörnli.

Bühler besuchte von 1925 bis 1927 die Allgemeine Gewerbeschule Basel, anschliessend studierte er zwei Jahre an den Vereinigten Staatsschulen für freie und angewandte Kunst Berlin. Es folgte ein Studienjahr in Paris, bevor er als Grafiker bei der Publicitas AG in Basel tätig wurde. 1933 eröffnete er sein eigenes Atelier in Basel. Als Gebrauchsgrafiker widmete sich Bühler der ganzen Palette der Auftragsgrafik über Plakat, Prospekt, Zeitschrift, Ausstellung, Werbefilm und Verpackung. Als Berater unterstützte er Firmen bei ihrem visuellen Auftritt.
International bekannt wurde Bühler 1958 mit dem Slogan und der Werbekampagne für Reemtsmas Zigarettenmarke Peter Stuyvesant: „Der Duft der grossen weiten Welt“. Erstmals wurde mit diesem Slogan in Deutschland mit ideellen Werten wie Weltoffenheit, Internationalität und Erfolg geworben.
Aus Bühlers Atelier gingen bekannte Grafiker wie Karl Gerstner, Ruodi Barth und Celestino Piatti hervor. In der Plakatgestaltung schuf Bühler Klassiker wie sein leuchtendes Plakat für Briketts der Marke Union aus dem Jahr 1943 oder seine vor dunklem Hintergrund platzierte Nivea-Dose. In fotorealistischem Illustrationsstil inszenierte Bühler die Objekte und Produkte, bevor moderne Reproduktions- und Drucktechniken Farbfotografien im Plakatformat möglich machten.
Bühler gehörte neben Donald Brun und den französischen Grafikern Jean Colin, Jean Picart Le Doux und Jacques Nathan-Garamond zu den Initiatoren der Alliance Graphique Internationale (AGI), die 1952 in Paris gegründet wurde. Gründungsmitglied war er auch beim Verband Schweizerischer Grafiker und dem Bund Grafischer Gestalter. Neben seiner Arbeit als Gebrauchsgrafiker war Bühler auch als Maler und Illustrator tätig.
Fritz Bühler fand seine letzte Ruhestätte auf dem Friedhof am Hörnli in Riehen.